# Dufouria cauta
Dufouria cauta là một loài ruồi trong họ Tachinidae.